# Ясський Трьохсвятительський монастир
Ясський Трьохсвятительський монастир є цінною пам'яткою архітектури в Румунії (cod LMI IS-II-aA-04076), який розташований у традиційному центрі Ясси, на бульварі Штефана чел Маре і Сфанта (колишня вулиця Маре). Церква Трісфетитів була побудована воєводою Василем Лупу в 1637—1639 роках як королівський некрополь, що відображає прагнення засновника до візантійського світу, поєднуючи традиційні структури та форми з дорогоцінними матеріалами та розкішним декором.

## Церква
Вирізьблений у камені на південній стороні храму Трьох святителів вотивний напис дозволяє прочитати: «… ми поставили цю основу в ім'я трьох святителів: Василія Великого, Григорія Богослова, Іоанна Золотоустого і освячено воно в місяці травні, в день шостий, року 7147 (1639) митрополитом Варлаамом...». Несподівано святий покровитель помістив будівлю у світ, який був світом Святих Отців Церкви, захисників Нікейських догматів, осяяних знаннями та відомих своєю ревністю. Якщо тоді, у тому неспокійному 4-му християнському столітті, троє богословів боролися за збереження єдності церкви, то ось як будівельникам церкви, яка носить їх ім'я, дванадцять з половиною століть пізніше вдалося об'єднати численні впливи різних світів в одну пам'ятку, структурно пов'язаною з традицією місця. Церковний простір, створений таким чином, що заслужив перше місце в румунському мистецтві, в історії народу, країни та в Православній Церкві. Йому вдається проілюструвати значний історичний період із корисними збігами та є представником творчого духу суспільства, яке завдяки своїм мистецьким досягненням є унікальним.

## Заснування

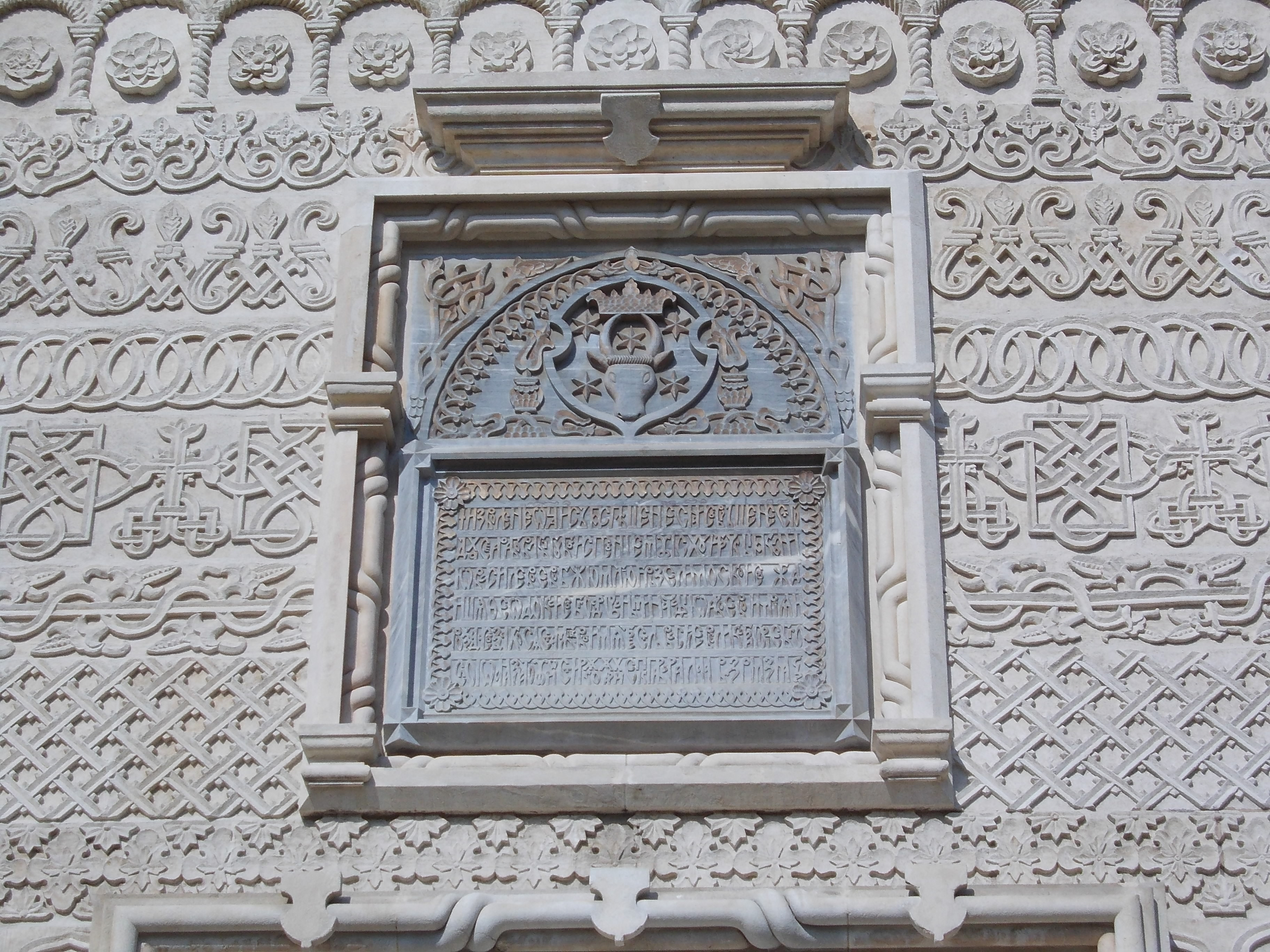
Деталь

Будівельником цієї унікальної пам'ятки, побудованої між 1637—1639 роками, є вірний господар Молдови Василь Лупул, одна з найважливіших постатей румунської історії, визнаний захисник Православної Церкви. Протягом перших років свого правління, коли Константинопольський патріархат перебував у критичній ситуації — пригнічений боргами, охоплений інтригами та вражений безладдям — Василь Лупул втрутився і намагався відновити ситуацію; також пізніше він погасить борги Гробу Господнього та афонських монастирів і зробить численні пожертви як ініціатор діл православного богослужіння та благодійності в Польщі, Болгарії та Греції.
Чудове свідчення величі владики, церква Трьох Святителів височіє в серці Яссів, на нинішньому бульварі Штефана чел Маре і Сфанта, оточена від початку церквами Святого Миколая, Святого Сави, Голії та Барновського, до які інші пам'ятки послідовно додавали релігійні та світські, притягували — можна сказати — до традиційного центру, до місця, яке історія облагородила.
Вражаюча, зроблена ніби для «здивування» душі сучасників, споруда відповідає прагненню до пишноти її засновника, про якого Ніколае Йорга сказав, що «від наступного дня після сходження на престол він прийняв ім'я Василь і увійшов у візантійську мрію». І справді, церква Трьох Святителів у Яссах відображає прагнення до цього чудового світу Візантії, поєднуючи традиційні структури та форми з дорогоцінними матеріалами та розкішним оздобленням.

## Архітектура

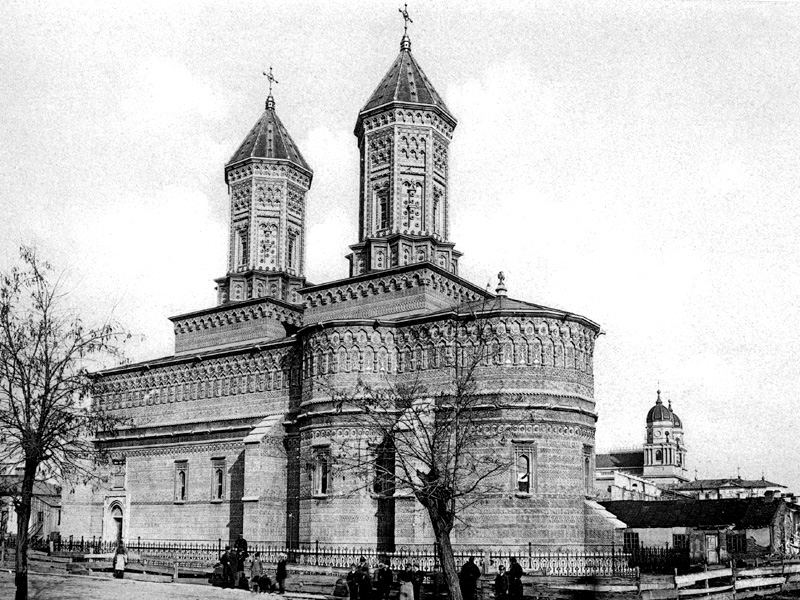
Церква Трьох Святителів

Як випливає з дослідження, складеного Георге Бальшем, пам'ятка загалом поважає план молдавських церков із 16-го століття — триконічний план під впливом Галатської церкви, однак має додатковий шпиль над пронаосом. Склепіння, що відповідає геніальній молдавській системі конструкції склепінь, складається з двох накладених один на одного регістрів із чотирьох і відповідно восьми склепінь, розташованих похило, які разом із підвісками над ними зменшують діаметр дзвіниці. Зовні, на фасадах, розташування декоративних елементів нагадує монастирську церкву Драгомирна (Молдова 1606—1609) і поділ притвору за допомогою пояса, знайденого в монастирях Мунтенії. Вплив трансільванської готики помітний у багатьох місцях: у контрфорсах, у кам'яному зміцненні вікон, у профілі дверей, бордюрах з багетами та підкосними арками.
Те, що надає споруді особливий характер і відносить її до найоригінальніших витворів молдавського мистецтва, це гармонійний контраст між добре рельєфними та пропорційними архітектурними формами та скульптурними прикрасами, які, як мереживо, вдягають всю поверхню чотирьох фасадів, включаючи контрфорси та архівольти з боків і від основи дзвіниць". Орнаменти найрізноманітніші: глибокі ніші з пучковими арками за східними зразками, колонади, як у російських церков, перські вази, з яких піднімаються квітучі гілки, геометричні мотиви, також знайдені в Грузії та Вірменії, облицювання розділене поясом у вигляді крученої мотузки, обрамленої двома мармуровими стрічками, декорованими в стилі ренесансу або бароко. Все це скомпоновано в єдність, яку світло ніби оживляє. Крім того, підкреслене лазуритовим забарвленням, підкресленим позолотою, це оздоблення повною мірою сприяє славі, яку Церква Трьох Святителів здобула від часу її побудови. Розпис виконано найвідомішими майстрами: Сідовим Поспєєвим, Яковом Гавриловим разом з молдавськими живописцями Миколою Зуграву Старшим і Стефаном.
Павло Алеппський, архідиякон Антіохії, який супроводжував патріарха Макарія III Антіохійський під час його подорожі румунськими князівствами, у 16 столітті, уважно оглянувши будівлю, висловив увесь свій ентузіазм у своїй книзі «Подорожі», написаній арабською мовою та опубліковано в Бухаресті в 1900 році в румунському перекладі.

## Історія

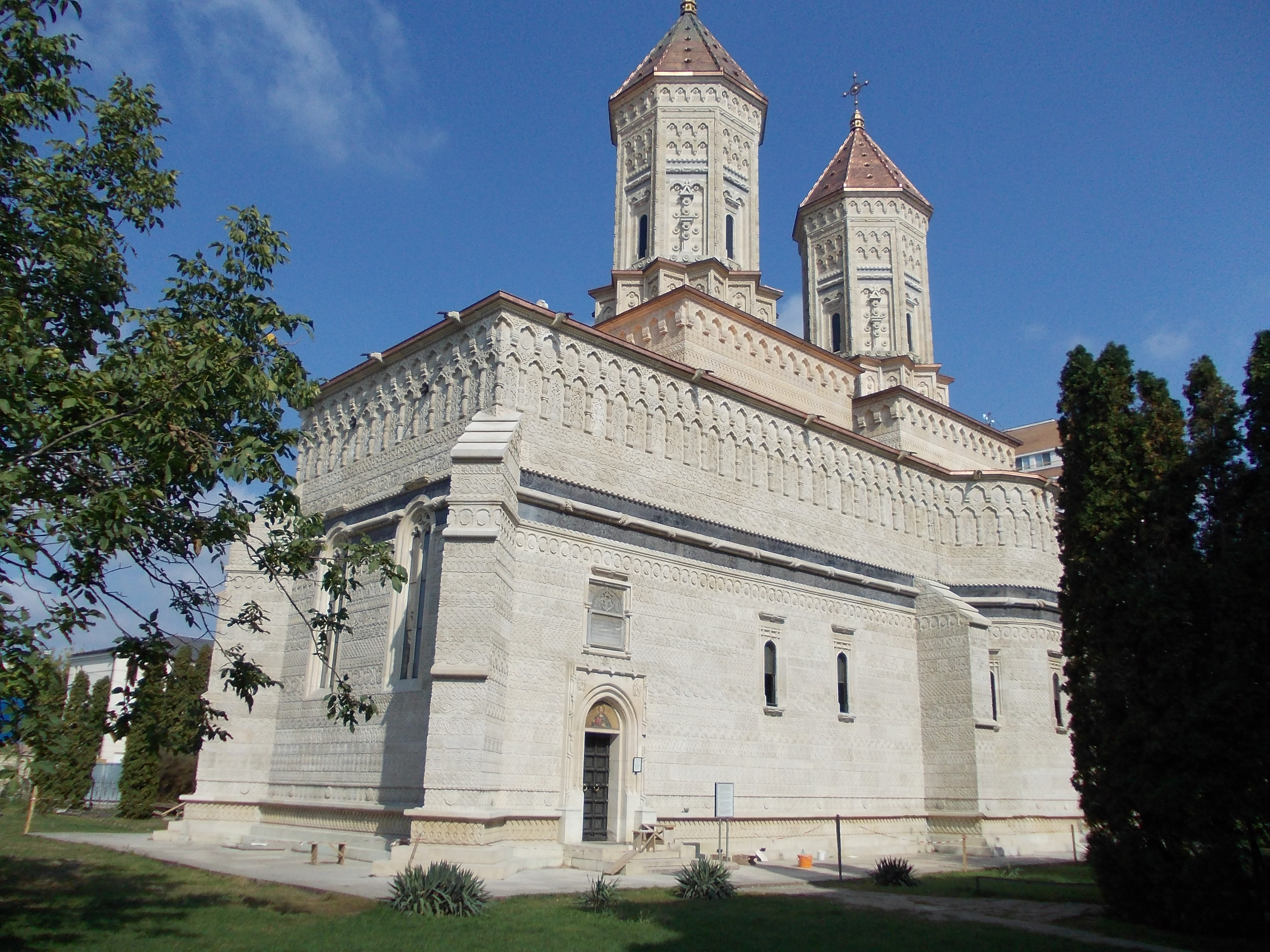
Церква

У червні 1641 року до храму були привезені мощі святої Параскеви, надіслані Патріархатом і Константинопольським синодом на знак подяки за дії та щедрі пожертви правителя Василя Лупула. Скриню зі святими мощами транспортували на кораблі Чорним морем у супроводі трьох грецьких митрополитів: Іоанникія Іраклійського, Парфенія Адріанопольського та Феофана Палеопатрського. Прибувши в Галац, потім в Ясси, їх вітали Василь Воде Лупул, митрополит Варлаам та єпископи Романський і Хушійський, духовенство та віруючі. 13 червня 1641 року мощі були поміщені в церкві монастиря Святих Трьох Святителів. Мощі благочестивої Параскеви були перенесені до Митрополичого собору м. Ясси після його освячення 23 квітня 1887 року.
Пограбована та спалена нападниками зі Сходу (1650) та з Півночі (1686), потрясена землетрусами (1711, 1781, 1795, 1802), церква буде відновлена між 1882—1887 роками (архітектура), а також розпис та оздоблення. з інтер'єру проіснував до 1898 року, установа була розпущена в 1904 році. Разом із засновниками, у монастирі, вічним сном спали вчений воєвода Прибегаг Димитрій Кантемир (1710—1711) та перший правитель Румунії Александру Йоан Куза (1859—1866).
На церковному подвір'ї був побудований монастир, з якого сьогодні можна побачити будівлю з Готичним залом, стару Василіанську академію, що є свідченням багатства культурного життя тієї епохи. Влаштовану тут друкарню, друкарський верстат який було привезено з Києва завдяки допомозі митрополита Петра Могили, очолив ігумен монастиря та директор нововідкритої школи монах Софроній. Тут з'явилася перша друкована праця (грецькою мовою) з Молдови, а наступного року — знаменита Казанія митрополита Варлаама.

## Важливі дати з історії Церкви
Міжправославний синод у Яссах у 1642 р. (праці якого проходили в колишній трапезній монастиря «Св. Трьох Святителів», відомій сьогодні як Готична зала), який прийняв відоме православне сповідання віри та рік 1645 р., коли колишній помазаний патріарх Єрусалимський Паїсій був колишнім ігуменом Галатського монастиря. У січні 1993 року в матеріалах симпозіуму, що відбувся в Яссах під егідою Національної комісії Румунії у справах ЮНЕСКО, мерії Ясси, місцевої ради та Метрополії Молдови і Буковини, були оприлюднені результати численних спеціалізованих досліджень з стан і потреби будівництва, а також інтерес, виявлений органами влади щодо збереження та покращення будівлі. З 1997 року в монастирі відкрито бюст Міхая Емінеску, який проживав тут деякий час. Після того, як тривалий час діяв виключно як храм, у 1991 році монастир Святих Трьох Святителів був відновлений.
Під час реставраційних робіт архітектора Андре Леконта дю Нуї в 1882—1890 рр. у церкві Трьох Святителів було знищено оригінальний внутрішній розпис. Певні суперечливі втручання відзначили характерний етап у процесі реставрації в Румунії, пожвавлений діями та публічними дебатами, боротьбою думок між інтелектуалами того часу та офіційними колами, що зрештою призвело до утвердження деяких правильних принципів щодо охорони та реставрація пам'яток історії. Не маючи рівних, основний фундамент Василя Лупула був використаний як джерело натхнення для будівництва та оздоблення церкви у великому архітектурному ансамблі монастиря Четуя (1669—1672) у безпосередній близькості від Ясси. як монастирська церква в Путні.
Сьогодні Трьохсвятительському монастирю майже 380 років. Це безпомилкова пам'ятка, який зберігає всю силу традицій. Патина часу, яка сьогодні зникає, блиск колишнього оздоблення надає натомість тверезість віку. Струнка лінія його силуету і орнаменти, розташовані горизонтальними рядами, оживляють весь монастир. Якщо, як згадує Антон Думітру у своїй «Книзі чудових зустрічей», Paideuma грецькою мовою означає «той, хто є культурним», але це також означає «місце, де хтось навчається», «місце, де щось відбувається», то такі місцем є місце у Трьох Святителів у Яссах, тому що воно повністю показує, до якої міри впливи таких різноманітних культур можуть поєднуватися та співіснувати, за умови, що вони знаходять ідеальне розуміння, в атмосфері свята, з гостинним господарем.